# Lancelot
Lancelot, pisan i kao Launcelot, znan i kao Lancelot od jezera (francuski: Lancelot du Lac), je jedan od glavnih vitezova romantične legende o Kralju Arthuru, poznat kao zaljubljenik u Arthurovu kraljicu Guinevere i otac pravog viteza Sira Galahada.

## Povijest
Lancelotovo ime prvi se put pojavilo u liku jednog od Arthurovih vitezova u poemi Chrétien de Troyesa - Érec et Énide iz 12. st., isti autor ga je kasnije pretvorio u heroja, prepričajući postojeću legendu o otmici 
Guinevere, koju spašava njen obožavatelj - vitez Lancelot. On je u sagu umetnuo i bajku o Lancelotovom odrastanju među jezerskim vilama, iz njemačke poeme Lanzelet.
Ove su dvije teme tijekom 13. st. doživjele daljni razvoj, u velikom Opusu vulgata zvanom i Lancelotova proza. U tim pričama Lancelota, nakon smrti njegova oca, kralja Bana preuzima čarobnica Vivien, Gospa od jezera, koja ga je nakon odrastanja i otpravila na Arthurov dvorac. Njen brižni odgoj i obrazovanje, u kombinaciji s inspirativnom silinom njegove ljubavi prema Guinevere, pretvorilo ga je u idealnog viteza koji je postao model viteštva.
U kasnijim poemema iz tog opusa, u kojima su vrline svjetovnog viteštva suprotstavljene dotadašnjim idealiziranim predožbama o vitezovima kojih za njihova junačka djela - pokreće platonska ljubav prema idealiziranoj gospi, pojavljuje se i Lancelotov sin Sir Galahad, kojeg je izrodio s Elaine, kćeri čuvara grala kralja Pelleasa, kao lik savršenog viteza. U njima se štoviše Lancelotova preljubnička ljubav prema kraljici opisuje kao uzrok propasti u potrazi za Svetim gralom, i krucijalni razlog koji je pokrenuo fatalni lanac događaja koji su doveli do raspada viteškog jedinstva Okruglog stola.
Lancelot je bio glavni lik engleske srednjovjekovne romantike, krajem 14. st. Poema Smrt Arturova (Le Morte Darthur), govori o fatalnoj strasti Lancelota za časnu djevu Elaine i o tragičnom kraju Lancelotove ljubavi prema 
Guinevere.
On je i centralni lik u proznom djelu Le Morte Darthur, Thomasa Malorya iz 15. st., u kom je poenta priče - Lancelotova rastrzanost između ljubavi prema Guineveri i njegove odanosti prema svom kralju koji dovodi do Arthurove tužne smrti i odlaska s ovoga svijeta.

## Vanjske poveznice
- Lancelot na portalu Encyclopædia Britannica